# Marcel Lépée
Marcel Lépée (1888 - 1951), filósofo e hispanista francés.
Sacerdote y educador, investigó sobre todo las relaciones entre la teología y la mística españolas del Siglo de Oro, centrándose en la obra de Santa Teresa de Jesús.

## Obras
- Sainte Thérèse Mystique: une divine amitié S. l.: Desclé de Brouwer, 1951
- Báñez et Sainte Thérèse Paris: Desclée de Brouwer, 1947
- Sainte Thérèse d'Avila: le réalisme chrétien S. l.: Desclée de Brouwer, 1947

## Fuente
- Léon Côte, La vie montante de Marcel Lépée, prêtre-educateur. Crepin Leblond, 1953

- Datos: Q5995472